# Looks That Kill (film)
Looks That Kill è un film del 2020 diretto da Kellen Moore.
Commedia romantica dark americana con protagonisti Brandon Flynn, Julia Goldani Telles e Ki Hong Lee.
L'uscita "On Demand" era prevista per il 19 giugno 2020.

## Trama
Il sedicenne Max Richards è costretto a vivere con un viso letalmente attraente tanto che è costretto, per evitare che i cadaveri si accumulino intorno a lui, a fasciare la faccia e indossare sempre occhiali da sole, come il protagonista de L'uomo invisibile. Durante un momento di crisi incontra Alex, una ragazza con il suo bizzarro disturbo, che lo aiuta in una ricerca personale alla scoperta di se stessi, cercando di evitare di uccidere accidentalmente qualcuno.

## Produzione
Agli inizi del 2020 è stato annunciato che Brandon Flynn avrebbe recitato nel film, con un debutto alla regia di Kellen Moore, che ha anche scritto la sceneggiatura. Il primo trailer ufficiale è stato rilasciato il 15 giugno 2020 

## Distribuzione
Nell'aprile 2020, è stato annunciato che Gravitas Venture aveva acquisito i diritti di distribuzione del film, stabilendo la pubblicazione per il film attraverso una versione digitale dal 19 giugno, in quanto ancora in mezzo alla pandemia di COVID-19.